# Kamel Fathi Ghilas
Kamel Fathi Ghilas (Marselha, 9 de Março de 1984) é um futebolista francês, com ascendência argelina, que atualmente joga no Stade de Reims.
Como tem ascendência argelina, optou por atuar por esta seleção nacional.
Jogou nas últimas duas épocas ao serviço do Vitória de Guimarães, não tendo chegado a acordo com o clube para a renovação de contrato.
A 12 de Julho de 2008 foi anunciada a sua contratação pelo Celta de Vigo, do Campeonato Espanhol de Futebol, num contrato com duração de 3 épocas.